# حمام التيلخانة
حمّام التيلخانة من حمامات بغداد العامة القديمة، يقع في شارع (البولنجية) بجانب بناية التيلخانة (دائرة التلغراف) فنسب إليها، وكذلك جامع النعمانية الذي يقع قبالة هذا الحمام عرف بجامع التيلخانة.الذي كان اسمه مسجد السليمانية،ِ
وموقع هذا الحمام في الجانب الشرقي من بغداد، وتحديداً في شارع عارف أغا مقابل جامع النعمانية في الميدان.